# Fußball-Europameisterschaft 2008/Frankreich
Dieser Artikel behandelt die französische Nationalmannschaft bei der Fußball-Europameisterschaft 2008.

## Qualifikation
Frankreich spielte in der Qualifikationsgruppe B. Darin stellte nicht etwa Weltmeister Italien, auf das die Équipe tricolore in der EM-Endrunde erneut treffen wird, sondern überraschenderweise Schottland das größte Hindernis dar, an dem die Bleus aufgrund zweier Niederlagen im direkten Vergleich beinahe gescheitert wären.

Frankreichs 25 Tore erzielten: Thierry Henry (6), Nicolas Anelka (4), Sidney Govou (3), Karim Benzema, Louis Saha, David Trézéguet (je 2), Hatem Ben Arfa, Florent Malouda, Samir Nasri, Franck Ribéry und Jérôme Rothen (je 1); dazu kam ein Eigentor des Georgiers Malchas Assatiani.
| Pl. | Land       | Sp. | S | U | N  | Tore    | Punkte |
| --- | ---------- | --- | - | - | -- | ------- | ------ |
| 1.  | Italien    | 12  | 9 | 2 | 1  | 022:900 | 29     |
| 2.  | Frankreich | 12  | 8 | 2 | 2  | 025:500 | 26     |
| 3.  | Schottland | 12  | 8 | 0 | 4  | 021:120 | 24     |
| 4.  | Ukraine    | 12  | 5 | 2 | 5  | 018:160 | 17     |
| 5.  | Litauen    | 12  | 5 | 1 | 6  | 011:130 | 16     |
| 6.  | Georgien   | 12  | 3 | 1 | 8  | 016:190 | 10     |
| 7.  | Färöer     | 12  | 0 | 0 | 12 | 004:430 | 0      |

### Spielergebnisse
| 02.09.2006 | Georgien   | – | Frankreich | 0:3 (0:2) |
| 06.09.2006 | Frankreich | – | Italien    | 3:1 (2:1) |
| 07.10.2006 | Schottland | – | Frankreich | 1:0 (0:0) |
| 11.10.2006 | Frankreich | – | Färöer     | 5:0 (2:0) |
| 24.03.2007 | Litauen    | – | Frankreich | 0:1 (0:0) |
| 02.06.2007 | Frankreich | – | Ukraine    | 2:0 (0:0) |

| 06.06.2007 | Frankreich | – | Georgien   | 1:0 (1:0) |
| 08.09.2007 | Italien    | – | Frankreich | 0:0       |
| 12.09.2007 | Frankreich | – | Schottland | 0:1 (0:0) |
| 13.10.2007 | Färöer     | – | Frankreich | 0:6 (0:2) |
| 17.10.2007 | Frankreich | – | Litauen    | 2:0 (0:0) |
| 21.11.2007 | Ukraine    | – | Frankreich | 2:2 (1:2) |

## Französisches Aufgebot
Trainer Raymond Domenech hatte am 18. Mai 2008 eine vorläufige Liste mit 30 Spielern, davon 14 aus der Ligue 1, bekanntgeben. Nicht ganz überraschend kommt der Verzicht auf David Trezeguet, obwohl der in der Serie A 20 Saisontreffer erzielte; Domenech begründete diese Entscheidung mit der Aussage, er habe für sein System bereits genügend viele Offensivkräfte nominiert. France Football ergänzte, dass der Trainer dem Stürmer schon in der Vergangenheit eine mangelhafte Einstellung vorgeworfen habe, weil der sich beispielsweise zu schade gewesen sei, für die B-Elf aufzulaufen.
Im endgültigen Aufgebot vom 28. Mai gab es kaum Überraschungen, sieht man davon ab, dass bei den Torhütern Frey und Mandanda den Vorzug vor Mickaël Landreau – den Domenech bis kurz vorher stets als seine unumstrittene Nummer 2 bezeichnet hatte – bekommen haben und sich bei den Stürmern der junge Gomis gegenüber dem routinierteren Djibril Cissé durchgesetzt hat. Die 20 Feldspieler teilen sich exakt in je vier Außen- bzw. Innenverteidiger, defensive bzw. offensive Mittelfeldakteure und Sturmspitzen auf; L’Équipe spricht deshalb von einer Fortsetzung des Domenech'schen 4-4-2-Systems. Zehn der 23 Nominierten verdienen ihr Geld in der laufenden Saison im französischen Profifußball.
Am 2. Juni hatte der Trainer bis zum Ende der Ummeldefrist vorsorglich Mathieu Flamini ins Trainingslager zurückgeholt; er sollte bei Bedarf den angeschlagenen Patrick Vieira ersetzen, der von Domenech am 9. Juni aber endgültig im Kader belassen wurde.
| Nr.               | Name                | Verein vor EM-Beginn | Geburtstag | Spiele   | Tore     |          |          |          |          |
| Torhüter          | Torhüter            | Torhüter             | Torhüter   | Torhüter | Torhüter | Torhüter | Torhüter | Torhüter | Torhüter |
| ----------------- | ------------------- | -------------------- | ---------- | -------- | -------- | -------- | -------- | -------- | -------- |
| 1                 | Steve Mandanda      | Olympique Marseille  | 28.03.1985 | 0        | 0        | 0        | 0        | 0        |          |
| 16                | Sébastien Frey      | AC Florenz           | 18.03.1980 | 0        | 0        | 0        | 0        | 0        |          |
| 23                | Grégory Coupet      | Olympique Lyon       | 31.12.1972 | 3        | 0        | 0        | 0        | 0        |          |
| Abwehrspieler     |                     |                      |            |          |          |          |          |          |          |
| 2                 | Jean-Alain Boumsong | Olympique Lyon       | 14.12.1979 | 1        | 0        | 0        | 0        | 0        |          |
| 3                 | Éric Abidal         | FC Barcelona         | 11.09.1979 | 2        | 0        | 0        | 0        | 1        |          |
| 5                 | William Gallas      | FC Arsenal           | 17.08.1977 | 3        | 0        | 0        | 0        | 0        |          |
| 13                | Patrice Evra        | Manchester United    | 15.05.1981 | 2        | 0        | 1        | 0        | 0        |          |
| 14                | François Clerc      | Olympique Lyon       | 18.04.1983 | 1        | 0        | 0        | 0        | 0        |          |
| 15                | Lilian Thuram       | FC Barcelona         | 01.01.1972 | 2        | 0        | 0        | 0        | 0        |          |
| 17                | Sébastien Squillaci | Olympique Lyon       | 11.08.1980 | 0        | 0        | 0        | 0        | 0        |          |
| 19                | Willy Sagnol        | FC Bayern München    | 18.03.1977 | 2        | 0        | 1        | 0        | 0        |          |
| Mittelfeldspieler |                     |                      |            |          |          |          |          |          |          |
| 4                 | Patrick Vieira      | Inter Mailand        | 23.06.1976 | 0        | 0        | 0        | 0        | 0        |          |
| 6                 | Claude Makélélé     | FC Chelsea           | 18.02.1973 | 3        | 0        | 1        | 0        | 0        |          |
| 7                 | Florent Malouda     | FC Chelsea           | 13.06.1980 | 2        | 0        | 0        | 0        | 0        |          |
| 10                | Sidney Govou        | Olympique Lyon       | 27.07.1979 | 2        | 0        | 1        | 0        | 0        |          |
| 11                | Samir Nasri         | Olympique Marseille  | 26.06.1987 | 2        | 0        | 0        | 0        | 0        |          |
| 20                | Jérémy Toulalan     | Olympique Lyon       | 10.09.1983 | 3        | 0        | 1        | 0        | 0        |          |
| 21                | Lassana Diarra      | FC Portsmouth        | 10.03.1985 | 0        | 0        | 0        | 0        | 0        |          |
| 22                | Franck Ribéry       | FC Bayern München    | 07.04.1983 | 3        | 0        | 0        | 0        | 0        |          |
| Stürmer           |                     |                      |            |          |          |          |          |          |          |
| 8                 | Nicolas Anelka      | FC Chelsea           | 14.03.1979 | 3        | 0        | 0        | 0        | 0        |          |
| 9                 | Karim Benzema       | Olympique Lyon       | 19.12.1987 | 2        | 0        | 0        | 0        | 0        |          |
| 12                | Thierry Henry       | FC Barcelona         | 17.08.1977 | 2        | 1        | 1        | 0        | 0        |          |
| 18                | Bafétimbi Gomis     | AS Saint-Étienne     | 06.08.1985 | 2        | 0        | 0        | 0        | 0        |          |
| Trainer           |                     |                      |            |          |          |          |          |          |          |
|                   | Raymond Domenech    |                      | 24.01.1952 |          |          |          |          |          |          |

## Organisatoria

### Vorbereitung und Mannschaftshotel
Die Nationalelf, die sich in Clairefontaine-en-Yvelines und anschließend Tignes vorbereitet hat, bestritt unmittelbar vor Turnierbeginn noch drei Länderspiele gegen Ecuador (2:0), Paraguay (0:0) und Kolumbien (1:0). Danach bezog sie ihr Quartier im Fünfsterne-Hotel Mirador Kempinski Lac Léman im schweizerischen Mont-Pèlerin, oberhalb von Vevey, das sie für die gesamte Turnierdauer komplett gebucht hat. Trainingsgelände war das Stade de Lussy in Châtel-Saint-Denis.

### Kosten der EM für den Verband
Die FFF kalkulierte mit Gesamtkosten in mittlerer zweistelliger Millionenhöhe. Etwa vier Millionen Euro machten die Trainingslager, das Hotel und Fahrtkosten – auch für die Beobachtung der gegnerischen Mannschaften in der Schweiz und Österreich – aus. Die Erfolgsprämien im Falle des Titelgewinns hätten bis zu 7,5 Mio. € für gut 30 Personen betragen; da die Équipe tricolore bereits nach der Vorrunde ausschied, haben die Spieler auf eigenen Wunsch allerdings nicht einen Cent bekommen. Der größte Posten, mindestens 20 Mio. €, sollte für „Imagepflege“ verwendet werden: Sponsoren, „wichtige Persönlichkeiten“ aus Fußball und Politik sowie verdiente Funktionäre auch aus den regionalen Teilverbänden der FFF durften sich über eine Einladung zu den EM-Spielen der Bleus freuen.

## Spiele der französischen Mannschaft
Nach den Vorbereitungsspielen hat sich Domenechs bevorzugte Aufstellungsvariante herausgestellt, auch wenn er zusätzlich ein System mit einer vorderen und einer hängenden Spitze zwischen zwei vorgeschobenen Mittelfeldakteuren auf den Flügeln (4-2-3-1) ausprobiert hatte:
Coupet

Sagnol 00000Thuram 00000 Gallas 00000Abidal

000Ribéry 000Toulalan (Vieira) 000Makélélé 000Malouda

Benzema 00000Henry
Patrick Vieira musste beim Auftakt gegen Rumänien verletzungsbedingt passen, ebenso Thierry Henry.

### Vorrunde
| Pl. | Land        | Sp. | S | U | N | Tore    | Diff. | Punkte |
| --- | ----------- | --- | - | - | - | ------- | ----- | ------ |
| 1.  | Niederlande | 3   | 3 | 0 | 0 | 009:100 | +8    | 09     |
| 2.  | Italien     | 3   | 1 | 1 | 1 | 003:400 | −1    | 04     |
| 3.  | Rumänien    | 3   | 0 | 2 | 1 | 001:300 | −2    | 02     |
| 4.  | Frankreich  | 3   | 0 | 1 | 2 | 001:600 | −5    | 01     |

- 9. Juni 2008, Letzigrund in Zürich (30.585 Zuschauer): Frankreich – Rumänien 0:0
  - Aufstellung: Coupet – Sagnol , Thuram, Gallas, Abidal – Ribéry, Toulalan,
 Makélélé, Malouda – Benzema (77. Nasri), Anelka (72. Gomis)
  - Schiedsrichter: Manuel Mejuto González (Spanien)
  - Frankreichs Auftakt fiel ähnlich schwerfällig wie bei der WM 2006 aus und führte in den heimischen Medien zu teils heftiger Kritik am Konzept des Trainers und der Form mehrerer, insbesondere der älteren Spieler.
- 13. Juni 2008, Stade de Suisse in Bern (30.777 Zuschauer): Frankreich – Niederlande 1:4 (0:1)
  - Aufstellung: Coupet – Sagnol, Thuram, Gallas, Evra – Toulalan ,
 Makélélé  – Govou (75. Anelka), Ribéry, Malouda (60. Gomis) – Henry 
  - Schiedsrichter: Herbert Fandel (Deutschland)
  - Tore: 0:1 Kuyt (9.) – 0:2 van Persie (59.), 1:2 Henry (71.), 1:3 Robben (72.), 1:4 Sneijder (90.+2)
  - Dies war die höchste Niederlage der Équipe tricolore seit über einem Vierteljahrhundert, dem 0:4 am 31. August 1982 im Prinzenparkstadion gegen Polen, so dass im letzten Gruppenspiel ein Sieg über Italien erforderlich und man selbst dann auf die Schützenhilfe der Niederländer gegen Rumänien angewiesen war.
- 17. Juni 2008, Letzigrund in Zürich 30.585 Zuschauer): Frankreich – Italien 0:2 (0:1)
  - Aufstellung: Coupet – Clerc, Gallas, Abidal  (24.), Evra  – Govou  (66. Anelka), Toulalan, Makélélé,
 Ribéry (10. Nasri, 26. Boumsong ) – Benzema, Henry 
  - Schiedsrichter: Ľuboš Micheľ (Slowakei)
  - Tore: 0:1 Pirlo (25., Foulelfmeter) – 0:2 De Rossi (62.)
  - Trainer Domenech verzichtete auf Thuram und Sagnol, baute dafür Abidal wieder in die Anfangsformation ein und richtete die Équipe tricolore durch Benzema als zweiten Stürmer offensiver aus. Die schwere Verletzung Ribérys sowie Abidals Hinausstellung nach einer „Notbremse“ gegen Toni durchkreuzten aber schon früh alle Hoffnungen, sich noch für das Viertelfinale qualifizieren zu können.

Siehe auch Fußball-Europameisterschaft 2008/Gruppe C